# Еливелтон
Еливелтон (31. јул 1971) бивши је бразилски фудбалер.

## Каријера
Током каријере играо је за Сао Пауло, Коринтијанс Паулиста, Палмеирас, Крузеиро и многе друге клубове.

## Репрезентација
За репрезентацију Бразила дебитовао је 1991. године. За национални тим одиграо је 13 утакмица и постигао 1 гол.

## Статистика
| Бразил | Бразил | Бразил |
| Год.   | Ута.   | Гол.   |
| ------ | ------ | ------ |
| 1991   | 2      | 1      |
| 1992   | 3      | 0      |
| 1993   | 8      | 0      |
| Укупно | 13     | 1      |